# Oxiartes (pare de Roxana)
Oxiartes (en llatí Oxyartes, en grec antic Οξυάθρης) fou un noble persa de Bactriana o Sogdiana, pare de Roxana, la muller d'Alexandre el Gran.
Se'l menciona com un dels caps perses que va acompanyar a Bessos de Bactriana en la seva retirada més enllà de l'Oxus cap a Sogdiana. A la mort de Bessos, Oxiartes va deixar a la seva dona i a les seves filles a una fortalesa de Sogdiana considerada inexpugnable com a precaució. Tot i així aquesta fortalesa va ser conquerida per Alexandre que va tractar als captius amb respecte i va quedar fascinat de la bellesa de Roxana a la que va decidir fer la seva dona. Quan Oxiartes se'n va assabentar, es va sotmetre al conqueridor que el va rebre amb consideració; es van celebrar unes grans festes nupcials l'any 327 aC.
Després va fer de mediador per aconseguir la rendició de Corienes i la entrega de la fortalesa que controlava a Sogdiana. Alexandre el va nomenar sàtrapa de Paropamisos, al sud del Caucas, càrrec que va conservar fins a la mort d'Alexandre. En el primer repartiment dels territoris va ser confirmat en aquesta província, i altre cop al repartiment de Triparadisos el 321 aC. En una època posterior va enviar un grup de soldats en ajut d'Èumenes de Càrdia però a la mort d'aquest general (316 aC) es va aliar a Antígon el Borni que aparentment li va confirmar l'autoritat. Probablement ja havia mort quan Seleuc I Nicàtor va fer la seva expedició a l'Índia. En tot cas Seleuc va cedir Paropamisos al rei Sandracotos, sense que es fes cam menció d'Oxiartes.